# Svitlana Halyuk
Svitlana Halyuk (em ucraniano:  Світлана Галюк; nascida em 19 de novembro de 1987) é uma ciclista profissional olímpica ucraniana que participa em provas do ciclismo de pista.
Halyuk representou sua nação nos Jogos Olímpicos de Verão de 2012, em Londres, onde competiu na prova de perseguição por equipes.